# Korija
Korija falu Horvátországban Verőce-Drávamente megyében. Közigazgatásilag Verőcéhez tartozik.

## Fekvése
Verőce központjától 6 km-re északnyugatra, Nyugat-Szlavóniában, a Drávamenti-síkságon, a 2-es számú, Drávamenti főút mentén Verőce és Bakva között fekszik.

## Története
A régészeti leletek tanúsága szerint a mai Korija területe már ősidők óta sűrűn lakott volt. A Verőcét nyugatról elkerülő út építését megelőző régészeti feltárások során a különböző korokból származó település sorának maradványai kerültek elő. A faluhoz legközelebb eső Korija nevű lelőhelyen, a főúttól északra fekvő mezőgazdasági területen a 2005. október 21. és november 5. közötti ásatások során a leendő út nyomvonalát 280 méter hosszúságban és 17 méter szélességben tárták fel. Itt egy valószínűsíthetően északnyugat-délkeleti fekvésű történelem előtti település kis részét sikerült feltárni. A tíz nagyobb és négy kisebb objektum, valamint a számos cseréptöredék alapján itt a bronzkori Balaton-Lasinja kultúrához tartozó település nyomaira találtak. A faluhoz ugyancsak közel estek a Kiškorija jug és a Kiškorija sjever nevű lelőhelyek. Az előbbin római vidéki település maradványait találták, melyet a 2. századtól az 5. századig laktak, de egy 9. századi településre is akadtak itt. Kiškorija sjeveren kora vaskori település maradványa került elő.
Ezek alapján megalapozottan kijelenthető, hogy a falu határa a bronzkortól a középkorig folyamatosan lakott volt. Feltételezések szerint itt feküdhetett a középkorban „Zenthambros” néven említett település is, melynek plébániáját 1334-ben „Item ecclesia sancti Ambrosii” alakban említi a zágrábi egyházmegye tizedjegyzéke és amelyet később is, 1417-ben, 1437-ben és 1439-ben is említenek. A középkori település valószínűleg 1552-ben Verőce várának elestekor pusztult el.
A térség 1684-ben szabadult fel a török uralom alól, de a falu területe még ezután is több, mint száz évig pusztaság maradt. Első írásos említése pusztaként 1754-ből származik. Térképen csak a 19. század első felében második katonai felmérés térképén találjuk először majorként „Koria” alakban. 1864-ben a verőcei uradalom részeként említik.
A településnek 1857-ben 54, 1910-ben 256 lakosa volt. 1910-ben a népszámlálás adatai szerint lakosságának 96%-a magyar anyanyelvű volt. Az iskolai oktatás 1913-ban még csak egy magánházban indult a településen, majd 1924-ben megnyílt az első iskola is.  Az I. világháború után 1918-ban az új szerb-horvát-szlovén állam, majd később (1929-ben) Jugoszlávia része lett. A II. világháború után a település a szocialista Jugoszláviához tartozott. 1991-ben csaknem teljes lakossága (95%) horvát nemzetiségű volt. 2011-ben falunak 767 lakosa volt. Lakói földműveléssel, állattartással foglalkoznak.

## Lakossága
| Lakosság változása | Lakosság változása | Lakosság változása | Lakosság változása | Lakosság változása | Lakosság változása | Lakosság változása | Lakosság változása | Lakosság változása | Lakosság változása | Lakosság változása | Lakosság változása | Lakosság változása | Lakosság változása | Lakosság változása | Lakosság változása |
| ------------------ | ------------------ | ------------------ | ------------------ | ------------------ | ------------------ | ------------------ | ------------------ | ------------------ | ------------------ | ------------------ | ------------------ | ------------------ | ------------------ | ------------------ | ------------------ |
| 1857               | 1869               | 1880               | 1890               | 1900               | 1910               | 1921               | 1931               | 1948               | 1953               | 1961               | 1971               | 1981               | 1991               | 2001               | 2011               |
| 54                 | 0                  | 207                | 198                | 268                | 256                | 0                  | 522                | 756                | 851                | 884                | 867                | 805                | 860                | 858                | 767                |

(1869-ben és 1921-ben lakosságát Verőcéhez számították. 1931-ig településrészként.)

## Nevezetességei
A Sarlós boldogasszony tiszteletére szentelt római katolikus kápolnája 2008 és 2009 között épült. Az első szentmisét 2009. december 21-én tartották benne.

## Kultúra
A faluban máig aktív nyugdíjasklub működik.

## Sport
Az NK Omladinac labdarúgóklubot 1998-ban alapították.

## Híres emberek
Itt élt és alkotott 1968-ban bekövetkezett haláláig Mara Matočec népi író, költő, drámaíró és parasztpárti politikus.